# オットー・キッテル
オットー・キッテル（ドイツ語: Otto Kittel, 1917年2月21日 - 1945年2月14日または16日）は、第二次世界大戦で活躍したドイツ人パイロット。愛称はブルーノ。
撃墜数では史上4位のトップ・エースであり、独ソ戦では抜きん出た存在であった。しばしば「シトゥルモヴィークの壊し屋」とあだ名される。

## 略歴
オーストリア＝ハンガリー帝国ズデーテン地方のクロンスドルフ（現在のチェコ、コルノフ）に生まれる。父はエドゥアルト・キッテル。幼い頃から空を飛ぶことに魅せられ、1939年（当時22歳）でルフトヴァッフェに入隊。訓練を終えてのち、41年に第54戦闘航空団第2飛行隊に配属される。当時の階級は伍長。背が低く口調も穏やかなキッテルは、一般的なエース・パイロットのイメージにはうまくあてはまらない。
1941年、彼はBf 109F-2機でエンジン・トラブルを起こし、軽微な損害で済んだもののスピーケローク島に不時着したが、寛大な処置を受けている。初めてのミッションで、キッテルはSBとYak-1を撃墜した。1941年6月22日、バルバロッサ作戦の初日だった。多くのエクスペルテンもそうであるが、こと戦闘に関してキッテルは遅いスタートを切ったといえるかもしれない。1941年の終わりごろにやっと撃墜数を17機にのばす。1943年2月19日、キッテルは39機目のスコアを挙げたが、これは第54戦闘航空団の4000機目に当たるものであった。司令ハンネス・トラウトロフト少佐は彼を賞賛してこう言った。「機会があれば、いつでも自由戦闘を行いたまえ」
1943年にスコアを47機とした直後、キッテルはロシア国境の60キロメートル向こうで緊急着陸する。見晴らしのよい氷原におりたため、ドイツ領を目指すまで森に隠れていた。防寒服は着ておらず、酷く凍えながら彼は友軍と出会うまでの3日間を食料なしで凍ったイリメニ湖を横断した。
帰還後に、一等軍曹へ昇進しドイツ十字章金賞を授与された。また同年10月には騎士鉄十字勲章を受ける。123機目の撃墜を果たしたことによるものだった。44年4月には柏葉騎士十字章を受章。1943年から44年にかけて、キッテルはフランス、ビアリッツの東部予備戦闘飛行隊で教官をつとめた。
1943年12月、彼は西部戦線に移り、対アメリカ軍重爆撃機迎撃任務につくが、接近戦を続けることはしなかった。1944年、キッテルは第54戦闘航空団へ復帰、間もなく239機目の撃墜により剣付柏葉騎士十字章を叙勲された。しかし1945年2月14日、クールラントにおける要撃戦においてIl-2を攻撃中、後方機銃の反撃を受けてエンジン、コクピット付近に被弾したキッテル機は墜落、キッテルも戦死した。
キッテルは583度の戦闘に参加し267機を撃墜、そのうち94機がIl-2だった。これは史上4位となる数字であり、第54戦闘航空団及びFw190のみで撃墜したスコアでは最多の記録となる。